# Stadsrand

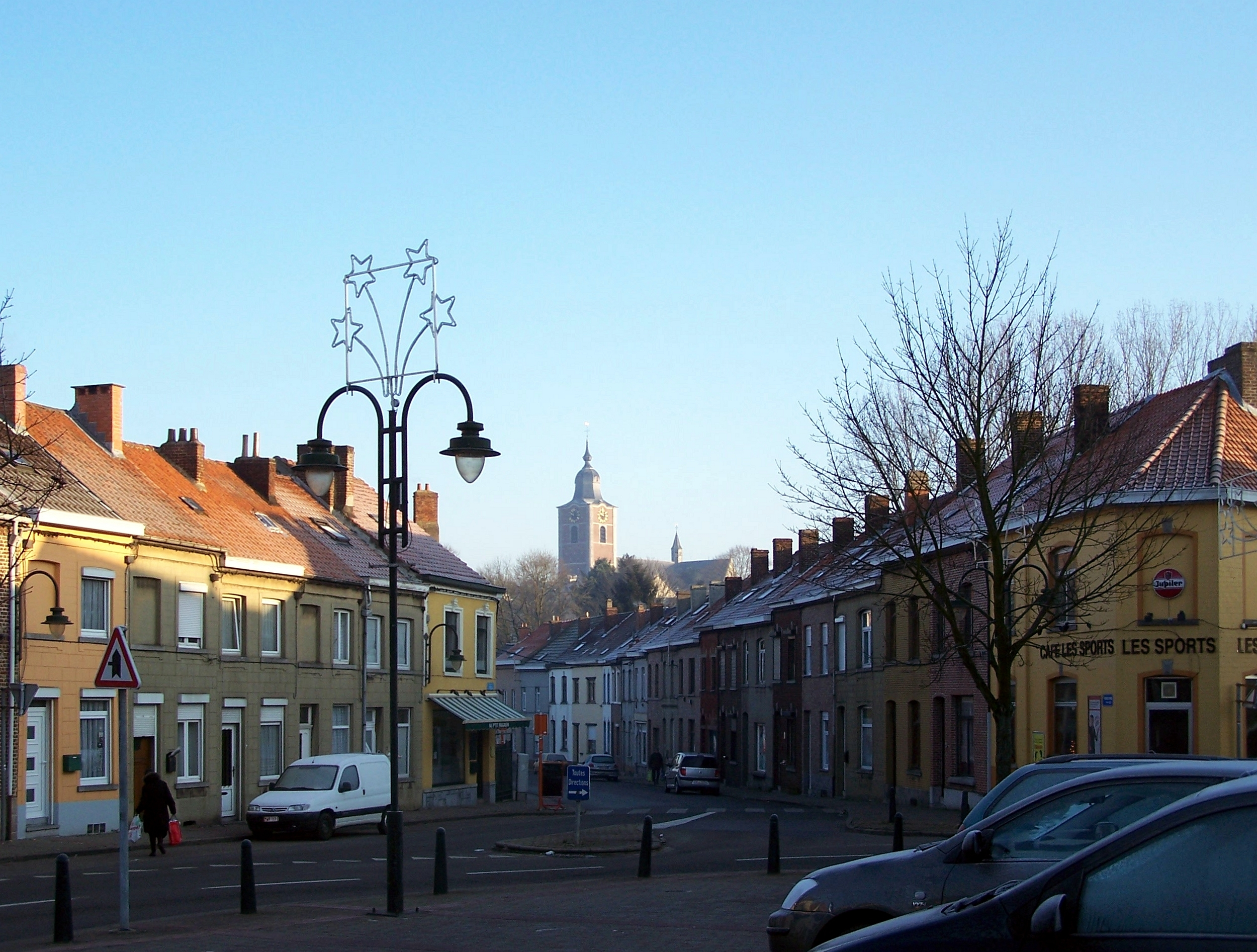
De Brusselse stadsrand in Eigenbrakel (zo'n 18 km ten zuiden van het centrum), een zuidelijke uitloper van de agglomeratie

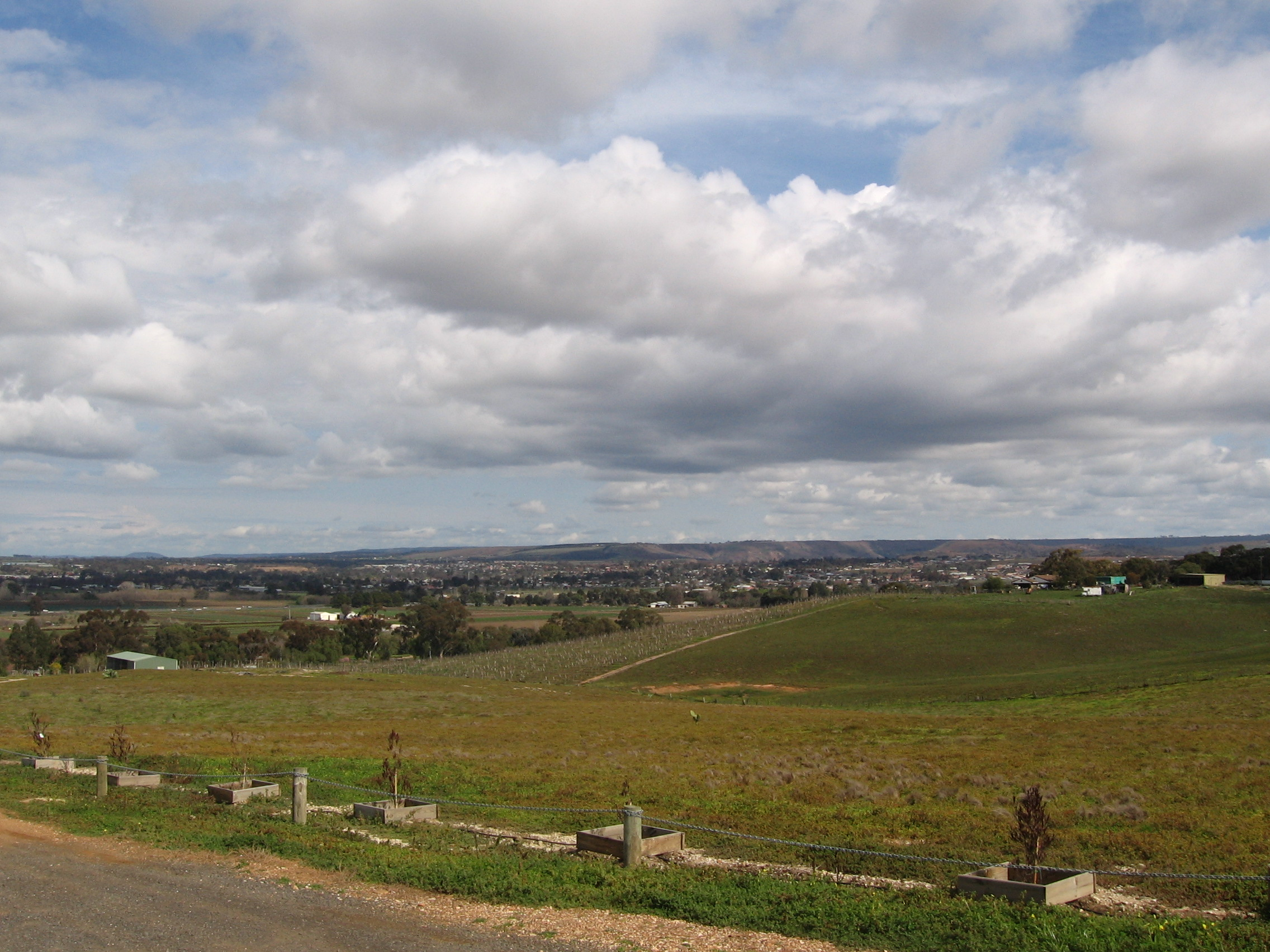
De stadsrandzone van Bacchus Marsh, Victoria, Australië

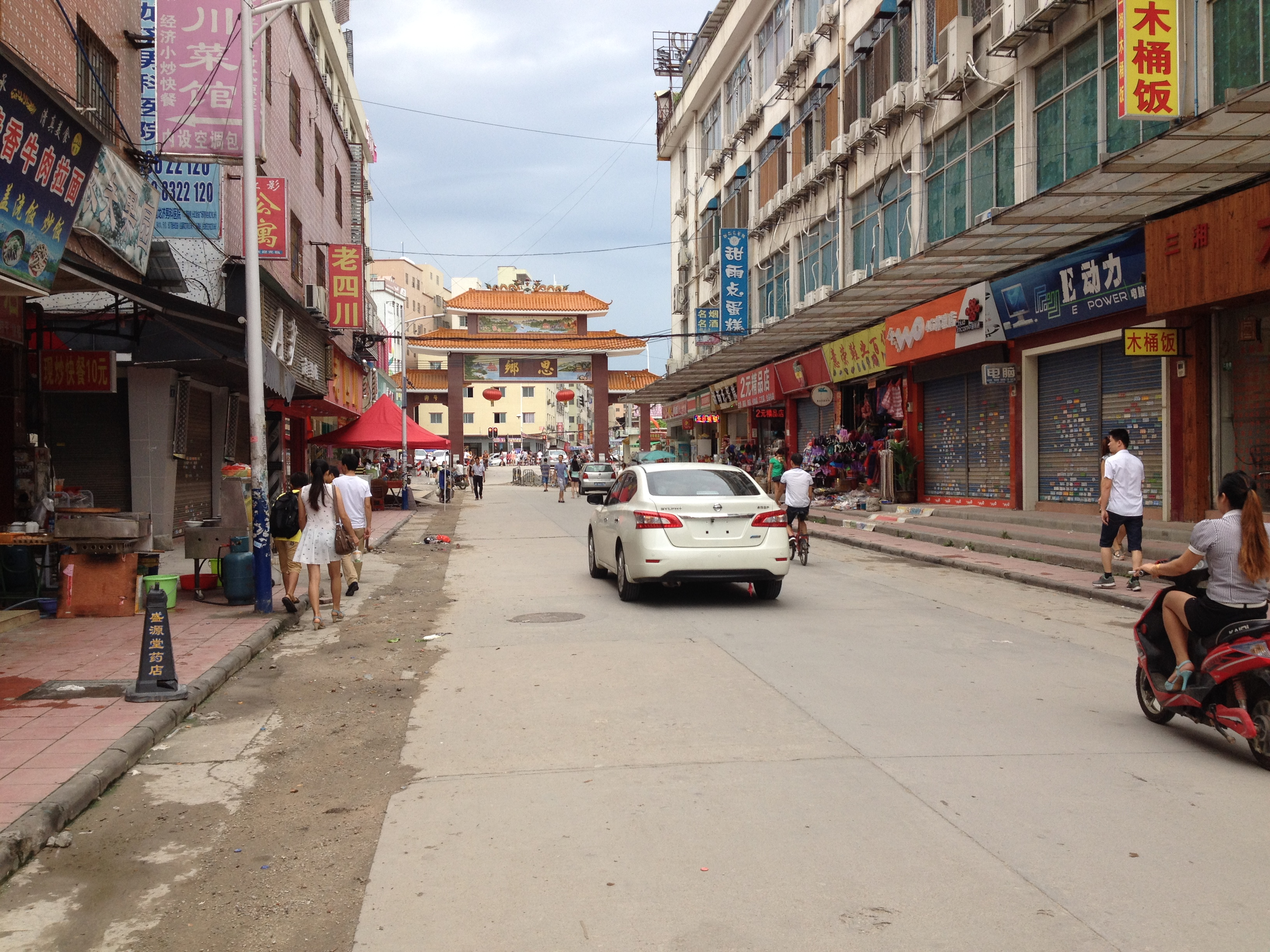
Een dorp in de stadsrandzone van Baiyun, Guangdong, Volksrepubliek China

Een stadsrand of stadsrandzone is een ´overgangszone tussen stad en platteland´. De stadsrand is een onderdeel van een stadsgewest en vormt de meest perifere zone van een agglomeratie. De stadsrand omsluit de kernstad langs alle zijden en bestaat uit minder dichte bebouwing dan de kernstad. De bebouwing (met inbegrip van tussenliggende verkeerswegen, stadsparken en sportterreinen) blijft er echter een aaneengesloten geheel vormen. De hoofdfunctie is wonen terwijl er toch vele open ruimten kunnen voorkomen. Typische gemeentes in de stadsrand zijn de zes faciliteitengemeenten in het stedelijk gebied van Brussel.
Voor delen van de stadsrand die tot het bestuurlijke grondgebied van de centrale stad behoren, gebruikt men ook de term buitenwijk. In deze zin zou men Deurne kunnen beschouwen als een buitenwijk van Antwerpen. Voor steden die door de groei van de centrale stad deel zijn gaan uitmaken van de agglomeratie van deze laatste, gebruikt men de term voorstad. Voorbeelden hiervan zijn Vilvoorde en Halle in België of Nieuwegein in Nederland.

## Definitie
De definitie van een stadsrandzone verschilt per werelddeel. In Europa wordt in het ruimtelijkeordeningsbeleid doorgaans gestreefd naar het beschermen van onbebouwd gebied en het beperken van stedelijke expansie. De stadsrand wordt daardoor veelal gekenmerkt door functies die ofwel doelbewust uit het stedelijk gebied zijn geweerd, ofwel een groot grondoppervlak vereisen. Voorbeelden hiervan zijn:
- Wegen, vooral autosnelwegen en ringwegen
- Afvalverbrandingsinstallaties, recyclingvoorzieningen en stortplaatsen
- Parkeer en Reis-voorzieningen
- Vliegvelden
- Grote ziekenhuizen
- Energiecentrales en rioolwaterzuiveringsinstallaties
- Fabrieken
- Weidewinkels

Ondanks dit stedelijke grondgebruik blijven veel stadsranden deels onbebouwd, met een groot oppervlak voor landbouw, bos of andere landelijke functies. De kwaliteit van onbebouwde gebieden in de stadsrandzone wordt vaak als laag ervaren, vanwege het versnipperde en rommelige karakter.
De afgelopen jaren is er een groeiende belangstelling voor de wijze waarop het ecologisch en sociaal potentieel van stadsrandzones beter benut kan worden. In Engeland werd in 2005 door de overheidsorganisatie Countryside Agency (nu onderdeel van Natural England) en de non-profitorganisatie Groundwork een visie gepubliceerd voor het ´platteland in en rond steden´ die tien functies onderscheidt voor een multifunctionele stadsrand.